# أم الحيران (الأردن)
منطقة أم الحيران في الأردن، أحد مناطق مدينة عمان في الأردن، التابعة للواء القويسمة وتقع في جنوب  شرق مدينة عمان.